# Лоренцо Бернардо
Лоренцо Бернардо (на венециански: Lorenzo Bernardo) е венециански дипломат.

## Биография
Лоренцо Бернардо е роден на 17 юли 1534 година във Венеция. Произлиза от благородническите фамилии Бернардо и Капело. На 10-годишна възраст е поверен на посланик Джовани Капело, с който отива в двора на френския крал Франсоа II. При завръщането си във Венеция се жени за Агнес Моцениго ди Джовани, с която има три деца. По-късно е байло на Венеция в Османската империя. Той потегля от Венеция с въоръжена охрана на Съвета на десетте на 6 април 1591 година, предприемайки не обичайното пътуване до Константинопол, а избирайки по-обиколен маршрут. Пътуването продължава петдесет дни, по море до устието на Дрин, след това от Алесио по суша, достигайки до Солун и оттам до Константинопол. Бернардо остава в Турция няколко месеца, информирайки Венеция за оръжията и политиката на османците. Способността му за синтез и яснота е високо ценена. Оставя ценни спомени за народите в европейската част на империята.
За българската принадлежност и броя на населението на някои градове в Македония Лоренцо Бернардо пише:
| „ | Струга казват, че е град, а в същност е повече село; тя е първо по ред селище в България. През Струга минава река, която изтича из Охридското езеро; тук, казват, извира и реката на гр. Леш [р. Дрим]. Току-речи цялото стружко поле е питомно, обработено и твърде плодородно; малко по-нататък, при началото на стружкото поле, се минава по един мост, който е на границата между Албания и България. Българете говорят славянски и следват гръцки [изт. православен] обред... На 23 май, като вървяхме по-нататък по добър път, стигнахме в 19 часа в Битоля. Битоля е български град, твърде населен, както казват, 15000 къщи, между които и 200 еврейски... На 27 май, като слязоха по хълма, изобилен с вода и кладенци, тръгнаха по полите на планината, що се намираше отсреща на хълма, по слязоха в едно широко поле, което турците наричаъ Вардарова, а българете – Сланица... Те минаха по дървен мост, дълъг 300 крачки, що води през р. Вардар, която по-горе протича през Скопие... Този мост е границата между България и Тесалия. Близо до моста има къща, от която дойде една българска девойка с погачи, печени под пепел... | “ |

Умира на 5 май 1592 година във Венеция.